# Amt Bleckede

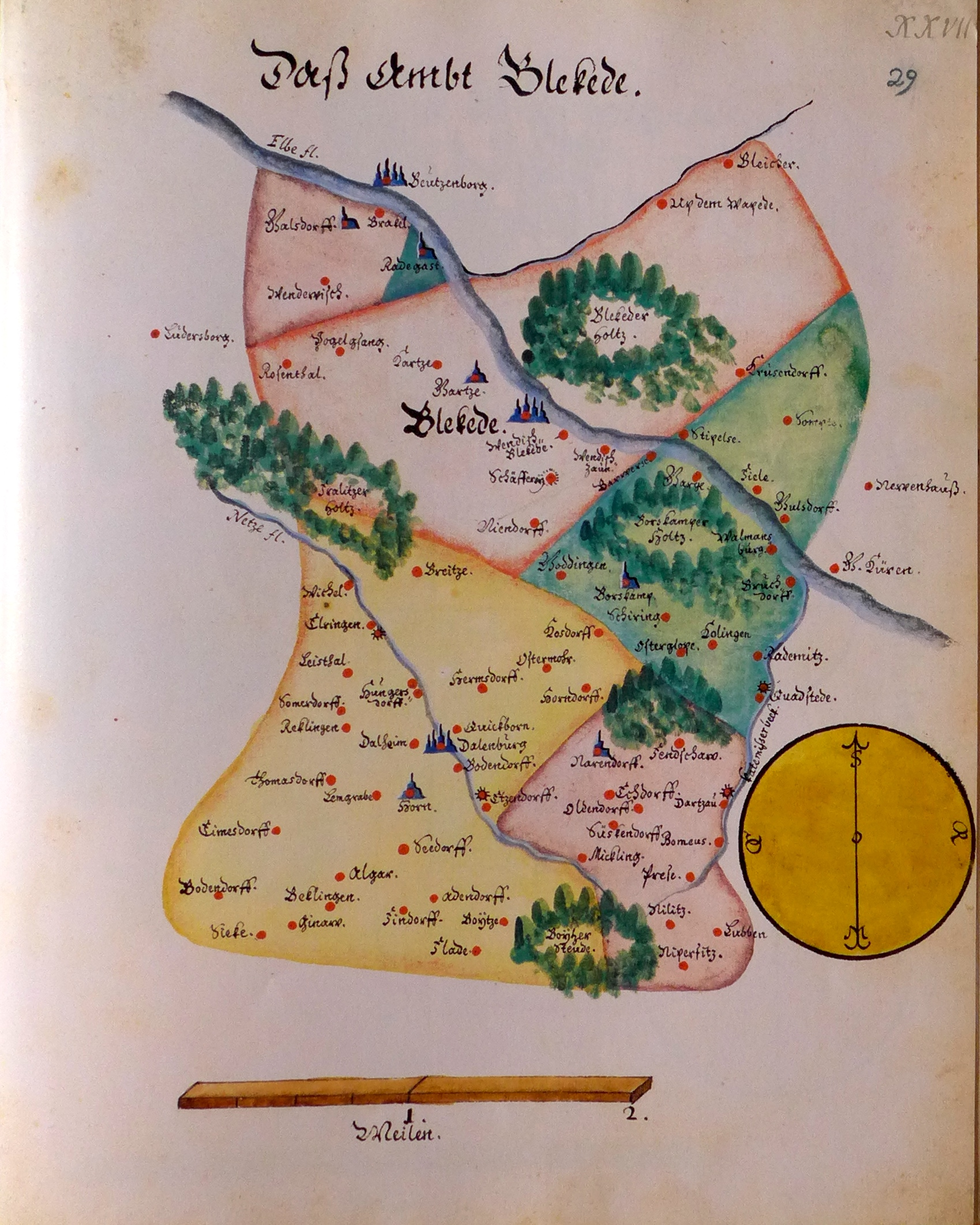
Amt Bleckede um 1600 im Ämteratlas des Fürstentums Lüneburg von Johannes Mellinger

Das Amt Bleckede war ein historisches Verwaltungsgebiet des Fürstentums Lüneburg, später des Königreichs Hannover  bzw. der preußischen Provinz Hannover. Übergeordnete Verwaltungsebene war die Landdrostei Lüneburg. Der Amtssitz war Bleckede.

## Geschichte
Das Amt entstand um die seit 1271 nachweisbare Grenzfeste Bleckede und ihrer Elbzollstätte. Im ausgehenden Mittelalter wechselte der Besitz von Berg und Vogtei häufiger zwischen Welfen und Askaniern. Ab Ende des 14. Jahrhunderts waren sie im Pfandbesitz der Stadt Lüneburg. Herzog Ernst II. konnte das Amt erst nach langen Auseinandersetzungen 1600 wieder in Besitz nehmen.
1742 wurde das Amt Garze mit Bleckede vereinigt. Weitere Gebietsveränderungen folgten ab 1795 im Austausch mit den Ämtern Lüne, Scharnebeck und Winsen (Luhe). Die rechtselbischen Gemeinden Krusendorf und Sumte kamen 1820 an das Amt Neuhaus. 1852 wurde das Amt Bleckede um die Dörfer Neetze und Süttorf (aus dem aufgehobenen Amt Scharnebeck), Breetze (vom Amt Lüne), Bresse (vom Amt Dannenberg) und das ursprünglich sachsen-lauenburgische geschlossene Gericht Lüdersburg (mit Jürgenstorf) vergrößert. 1885 wurde das Amt Bleckede mit dem Amt Neuhaus zum neuen Kreis Bleckede zusammengeschlossen und 1932 in den Kreis Lüneburg eingegliedert.

## Gemeinden
Das Amt umfasste bei seiner Aufhebung (1885) folgende Gemeinden:
| - Ahnsdorf - Barskamp - Bleckede - Boitze - Bockelkathen - Brackede - Breese am Seißelberge - Breetze - Bruchdorf - Buendorf - Dahlem - Dahlenburg | - Dübbekold - Eichdorf - Eimstorf - Ellringen - Garge - Garlstorf - Garze - Gienau - Göddingen - Harmststorf - Horn - Horndorf | - Jürgenstorf - Karze - Katemin - Kleinburg - Köhlingen - Köstorf - Kovahl - Lemgrabe - Lüben - Lüdersburg - Moislingen - Mücklingen | - Nahrendorf - Neetze - Neetzendorf - Nieperfitz - Nindorf - Oldendorf - Pommoisel - Quickborn - Radegast - Reeßeln - Rosenthal - Seedorf | - Stiepelse - Süttorf - Tosterglope - Ventschau - Viehle - Vindorf - Vogelsang - Vorbleckede - Walmsburg - Wendewisch - Wendisch Bleckede - Wendischthun |

- Karte mit allen verlinkten Seiten:
- OSM |
- WikiMap

## Amtmänner
- 1550–1623: Fritz von dem Berge
- 1754–1758: Johann Justus Friedrich Tormin, Amtsauditor
- 1818–1820: Friedrich Johann Heinrich Wilhelm von der Wense, Oberhauptmann
- 1820–1836: Heinrich August Meyer, Amtmann, Vater von Auguste von der Decken
- 1837–1846: Friedrich Heinrich Justus Böse, Amtmann
- 1847–1866: Ernst Wilhelm Ferdinand Wendt, Amtmann, ab 1850 Oberamtmann
- 1867: vakant
- 1868–1875: Alexander Otto Jacob Heise, Amtmann
- 1876–1877: Barth, Amtmann (kommissarisch)
- 1877–1885: August von Harling, Amtmann, 1885–1886 Landrat des Kreises Bleckede